# Von Postbreen

von Postbreen är en glaciär på Svalbard, som är uppkallad efter den svenske kvartärgeologen Hampus von Post.